# Filipów Drugi
Filipów Drugi – wieś w Polsce położona w województwie podlaskim, w powiecie suwalskim, w gminie Filipów.
| SIMC    | Nazwa      | Rodzaj    |
| ------- | ---------- | --------- |
| 1013068 | Karolinowo | część wsi |
| 1013252 | Wiśniówek  | część wsi |

W latach 1975–1998 miejscowość administracyjnie należała do województwa suwalskiego.